# Republic XF-91 Thunderceptor
Republic XF-91 Thunderceptor là một mẫu thử máy bay tiêm kích đánh chặn động cơ hỗn hợp, do hãng Republic Aviation phát triển. Máy bay sử dụng một động cơ phản lực và 4 động cơ rocket cỡ nhỏ.

## Tính năng kỹ chiến thuật (XF-91 Thunderceptor)
Đặc điểm tổng quát
- Tổ lái: 1
- Chiều dài: 43 ft 3 in (9,52 m)
- Sải cánh: 31 ft 3 in (13,18 m)
- Chiều cao: 18 ft 1 in (5,51 m)
- Diện tích cánh: 320 ft² (29,73 m²)
- Trọng lượng rỗng: 14.140 lb (6.410 kg)
- Trọng lượng có tải: 18.600 lb (8.400 kg)
- Trọng lượng cất cánh tối đa: 28.300 lb (12.840 kg)
- Động cơ:
  - 1 × General Electric J47-GE-7 (later GE-17) kiểu động cơ tuabin phản lực, 5.200 lbf (30,6 kN); 6.900 lbf khi đốt tăng lực
  - 4 × Reaction Motors XLR11-RM-9 rocket, 1.500 lbf (7 kN)  mỗi chiếc

 Hiệu suất bay 
- Vận tốc cực đại: 984 mph (1.584 km/h)
- Tầm bay: 1.170 mi (1.880 km)
- Trần bay: 50.000 tới 55.000 ft (15.200 tới 16.800 m)
- Vận tốc leo cao: 47.500 ft trong 2,5 phút (14.500 m)
- Tải trên cánh: 58,12 lb/ft² (283 kg/m²)
- Lực đẩy/trọng lượng (phản lực): 0,60

Trang bị vũ khí

- Súng: 4 × pháo 20 mm (.79 in)